# 尚藥局
尚药局，是中国古代宫廷内掌管御用药品的机构名称。

## 简介
尚药局是自宫廷内主管药品的官职发展而来的机构。南朝梁朝以前，尚无资料证明有尚药局存在。东汉在太医令下设药丞，主管药政。魏晋以来之尚药监、药长寺人监等官职的职能均与其类似。
南朝梁朝开始设置尚药局。北朝北魏将太医署划归太常管理，其中包括了尝药典御等等药品管理官职。北齐改革医政，将隶属太常太医署的管理药政的人员分出，成立尚药局，改归门下省管理，除管理药品外，还管皇帝的医疗工作。此后，尚药局的职能从北齐之前的药品管理转变为总管药品以及宫廷内的皇族、大臣的医疗保健，其特点为“机构独立、宫廷专用、医药并主”。尚药局的长官为尚药典御，其官品提升至正五品，尚药丞为从七品，尚药局内还设有侍御师四人、尚药监四人。
隋唐时期，尚药局逐步成为主要负责皇帝保健，兼管王公大臣的医疗以及配合药典编撰等项任务的宫廷卫生机构。隋文帝时期，尚药局仍然归属门下省，到隋炀帝时期，尚药局改归殿内省，尚药局的长官由典御更名为奉御，尚药局内还增设了司医、医佐员、主药、药童、按摩师等官职。唐朝，尚药局隶属殿中省，唐高宗将尚药局改为“奉药局”，唐高宗咸亨元年（670年）复名“尚药局”，人员设有：尚药局奉御（正五品下）、直长（正七品上）、书吏、侍御医（从六品上）、主药、药童、司医（正八品下）、医佐（正八品下）、按摩师、咒禁师、合口脂匠、掌固等等职位。尚药局实际上成为综合性皇家医院，尚药局的长官奉御也是医学专家，“掌合和御药及诊候方脉之事”；侍御医“掌诊候调和”，即常在皇帝身边侍奉并察看病情，调和御药；司医、司佐员掌“分疗众疾”，即替王公大臣等人员医疗；主药、药童“主刮削捣筛”，即制作中药饮片；掌固管理药库。尚药局官员还奉敕参与其他任务，例如唐朝显庆二年，诏令检校中书令许敬宗、太常寺丞吕才、太史令李淳风、礼部郎中孔志约、尚药奉御许孝崇，并诸名医等二十人，为修订陶宏景的《本草》，征天下郡县所出药物并书图之，合成五十五卷，到显庆四年正月十七日撰成。这是中国药物学的第三次总结，也是由中国政府颁布的首部药典。
北宋太宗三年，将尚药局的内药院更名为御药院，隶属内侍省，崇宁二年又改归殿中省。这样便形成了尚药局、御药院共同供奉御药的局面。金朝宫廷内设有尚药局、御药院，其中尚药局隶属宣徽院。元朝初期，仍然设有尚药局，后来由于尚食局和尚药局常在药膳方面发生联系，故在至元二十年（1354年）省并尚药局为尚食局。至元六年，设立御药院，负责管理药品制作及储存，御药院和太医院共同形成了元朝医药管理的最高机构。
明朝太祖元年（1364年），曾经依元制设立尚药局，其奉御是正六品，负责管理御用药物。洪武六年（1373年）置御药局（即自尚药局演变而来）于内府，御药局的奉御等官员均由内官、内侍充任。明朝嘉靖十五年（1536年）之前，称“御药局”或“御药房”，此后将御药房改称“圣济殿”，并且附设御药库（亦即生药库）。明朝以御药局（圣济殿）直接管理宫廷中的药物，和太医院相互配合。到清朝，以御药房管理宫廷药物，和太医院相互配合。